# 蔡瑟尔毛埃尔-沃尔夫帕辛
蔡瑟尔毛埃尔-沃尔夫帕辛是奥地利下奥地利州图尔恩县的一个市镇。总面积12.7平方公里，总人口2084人，人口密度164.1人/平方公里（2005年）。